# Kalophrynus barioensis
Kalophrynus barioensis es una especie de anfibio anuro de la familia Microhylidae.

## Distribución geográfica
Esta especie es endémica de Sarawak en el este de Malasia.

## Etimología
El nombre de su especie, compuesto por bario y el sufijo latín -ensis, significa "que vive, que habita", y le fue dado en referencia al lugar de su descubrimiento, Bario.

## Publicación original
- Matsui & Nishikawa, 2011 : A new tiny Kalophrynus (Amphibia, Anura, Microhylidae) from northern Sarawak, Malaysian Borneo. Current Herpetology, vol. 30, n.º 2, p. 145-153.[3]